# Pighin
El apellido Pighin es originario de la región del Friuli en las localidades de Murlis - Zoppola. En su árbol genealógico que se conserva en el archivo parroquial la Iglesia de San Martino se puede rastrear hasta el año 1660.
En el año 1882 comenzó la migración hacia la Argentina, asentándose en la zona de San Javier en la Provincia de Santa fe donde se dedicaron principalmente a la actividad agrícola y conservando su cultura patriarcal y católica.
Entre aquellos primeros inmigrantes se encontraba Noé Pighin, quien está enterrado en la Iglesia de San Martín Norte en la provincia de Santa fe, en cercanías de la localidad de Crespo y San Javier.
Otros emigraron a EE. UU., Canadá y a Australia a principios de 1900
- Datos: Q6075684